# シャビエル・アレアガ
シャビエル・リカルド・アレアガ・ベルメージョ（Xavier Ricardo Arreaga Bermello ,  1994年9月28日 - ）は、エクアドル・グアヤス県グアヤキル出身のプロサッカー選手。エクアドル代表。メジャーリーグサッカー (MLS) のニューイングランド・レボリューションに所属している。ポジションはDF。

## 経歴

### クラブ
地元グアヤキルのチームでデビューした後、2015年にバルセロナSCに移籍。2019年シーズン途中まで中心選手として活躍した。
2019年5月7日、シアトル・サウンダーズFCに移籍。同月26日のスポルティング・カンザスシティ戦でMLSデビューを果たした。
2024年4月23日、ニューイングランド・レボリューションに移籍した。

### 代表
2018年11月20日のパナマ戦で、エクアドル代表デビュー。2019年6月には、コパ・アメリカ2019の代表にも選出された。

## 代表歴

### 出場大会
- エクアドル代表
  - 2022 FIFAワールドカップ

### 試合数
- 国際Aマッチ 20試合 1得点（2018年-）[5]

| エクアドル代表 | 国際Aマッチ | 国際Aマッチ |
| 年             | 出場        | 得点        |
| -------------- | ----------- | ----------- |
| 2018           | 1           | 0           |
| 2019           | 5           | 0           |
| 2020           | 4           | 1           |
| 2021           | 4           | 0           |
| 2022           | 4           | 0           |
| 2023           | 2           | 0           |
| 通算           | 20          | 1           |